# تل خریگون
تل خریگون مربوط به هزاره ۵ تا ۳ قم است و در شهرستان مرودشت، بخش درودزن، دهستان درودزن، ۱ کیلومتری شمال غرب روستای گلیجان واقع شده و این اثر در تاریخ ۳۰ بهمن ۱۳۸۶ با شمارهٔ ثبت ۲۰۹۵۴ به‌عنوان یکی از آثار ملی ایران به ثبت رسیده است.